# Living With a Star (program NASA)

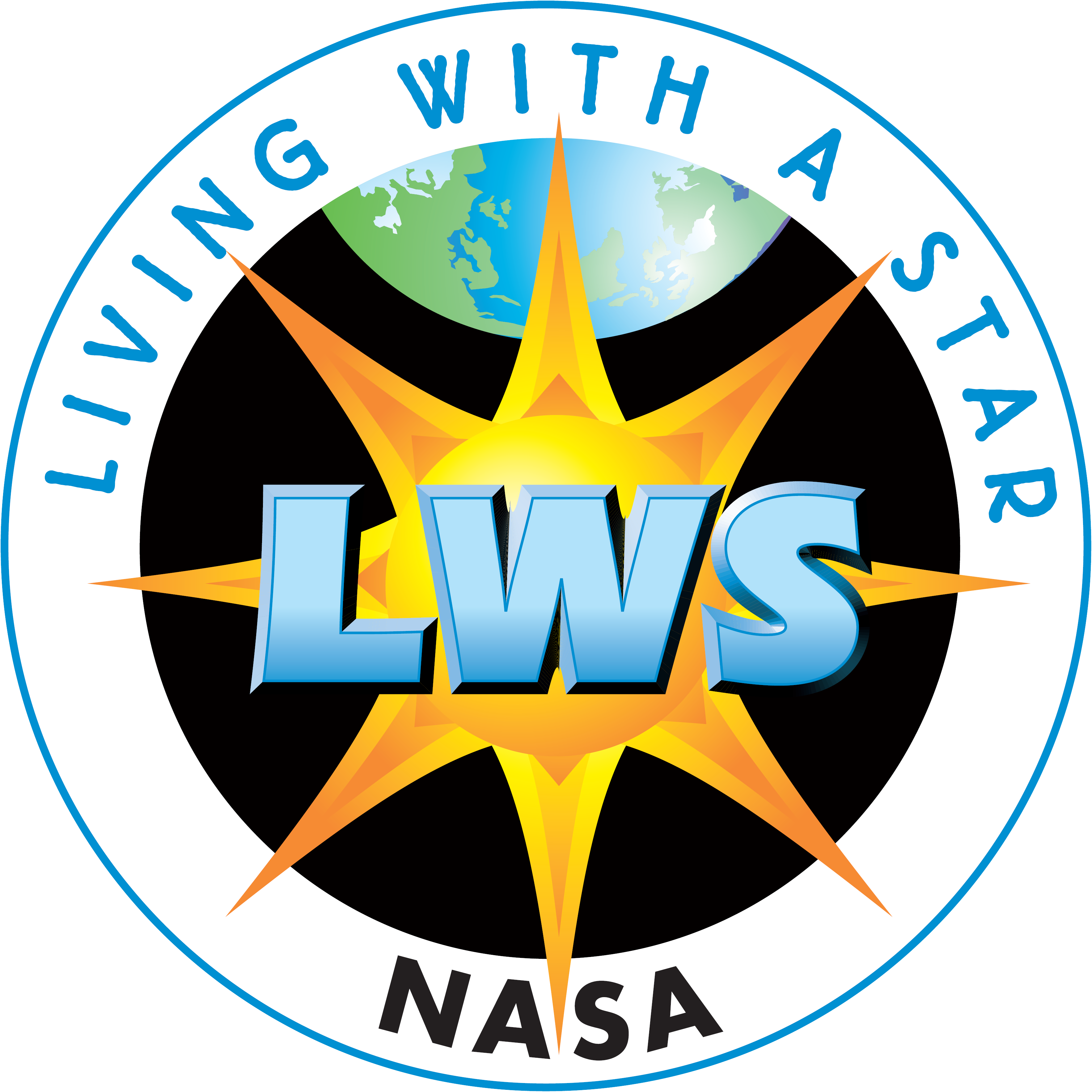
Logo programu Living With a Star

Living With a Star (Život s hvězdou, zkráceně LWS) je vědecký program NASA studující ty aspekty soustavy Slunce a Země, které přímo ovlivňují pozemský život a společnost. LWS je průřezová iniciativa, jejíž cíle jsou přínosem jak pro program NASA Exploration Initiative, tak pro strategické podniky NASA Strategic Enterprises. Program LWS spadá pod ústav heliofyziky v rámci direktorátu vědeckých misí NASA.
Program LWS tvoří tři hlavní složky:
- vědecké výzkumy na vesmírných platformách, které studují různé oblasti Slunce, meziplanetární prostor a geoprostor
- aplikovaný vědecký program Space Environment Testbeds, testující protokoly, postupy a komponenty
- program pro aplikovaný výzkum a technologie

Hlavními kosmickými tělesy zahrnutými v programu LWS jsou Van Allenovy sondy, družice Solar Dynamics Observatory a sonda Parker Solar Probe.

## Historie

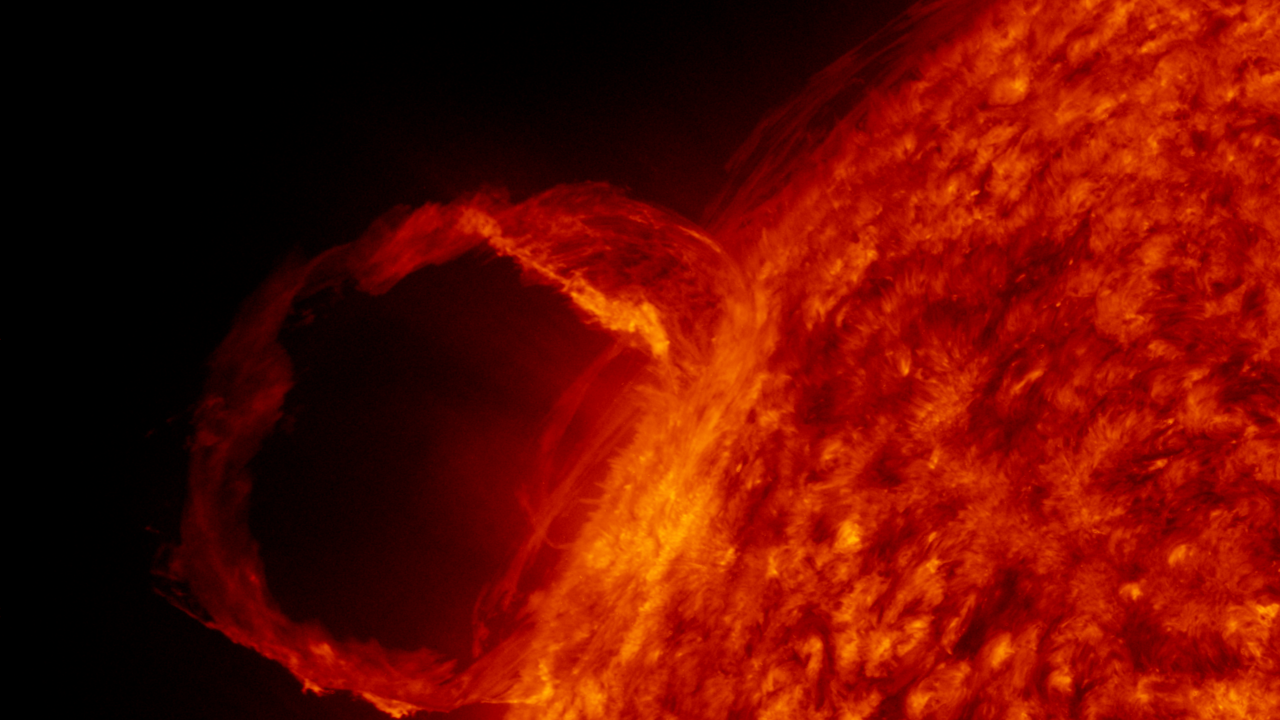
Sluneční protuberance zaznamenaná družicí SDO, kosmickou sluneční observatoří

Návrh na založení programu LWS byl poprvé předložen v roce 2000, k založení došlo na podzim roku 2001. Dodatečně byl projeven zájem o mezinárodní kooperativní program International Living With a Star, sjednocený prostřednictvím konzultační skupiny Interagency Consultative Group (IACG). Po ukončení jednání pracovní skupiny IACG byl program ILWS v roce 2002 spuštěn.
LWS řídí také takzvaný Program pro aplikovaný výzkum a technologie.
Mezi oblasti výzkumu zahrnuté v programu LWS patří:
- Slunce
- Vesmírné počasí
- Program průzkumníků
- Magnetosféra
- Heliosféra
- Život s hvězdou
- Zatmění Slunce

### Cíle
Program LWS se zaměřuje na porozumění vztahu mezi Sluncem a Zemí napříč několika obory a studijními oblastmi:
- Věda o vesmíru
- Věda o Zemi
- Lidský průzkum a vývoj
- Letectví a vesmírná doprava

## Kosmická tělesa

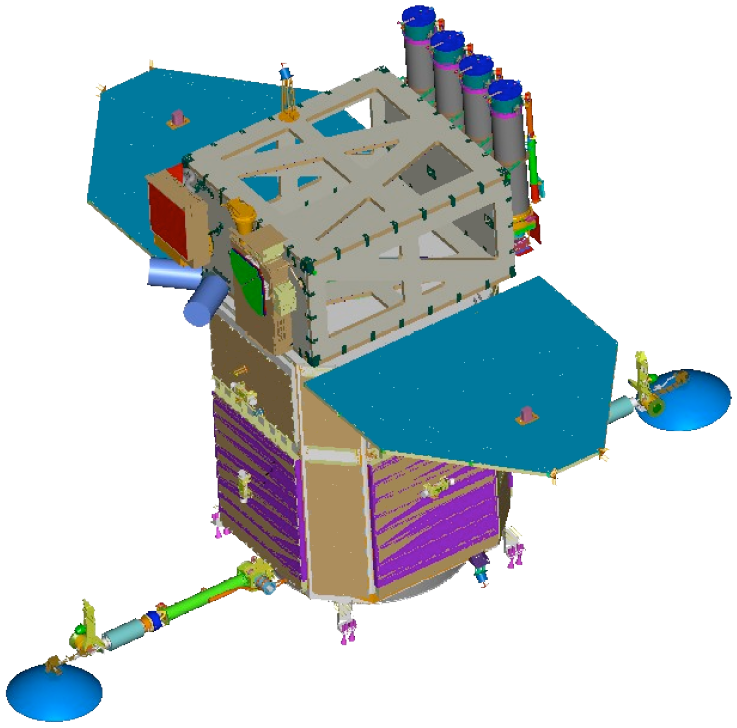
Konstrukce sluneční observatoře SDO

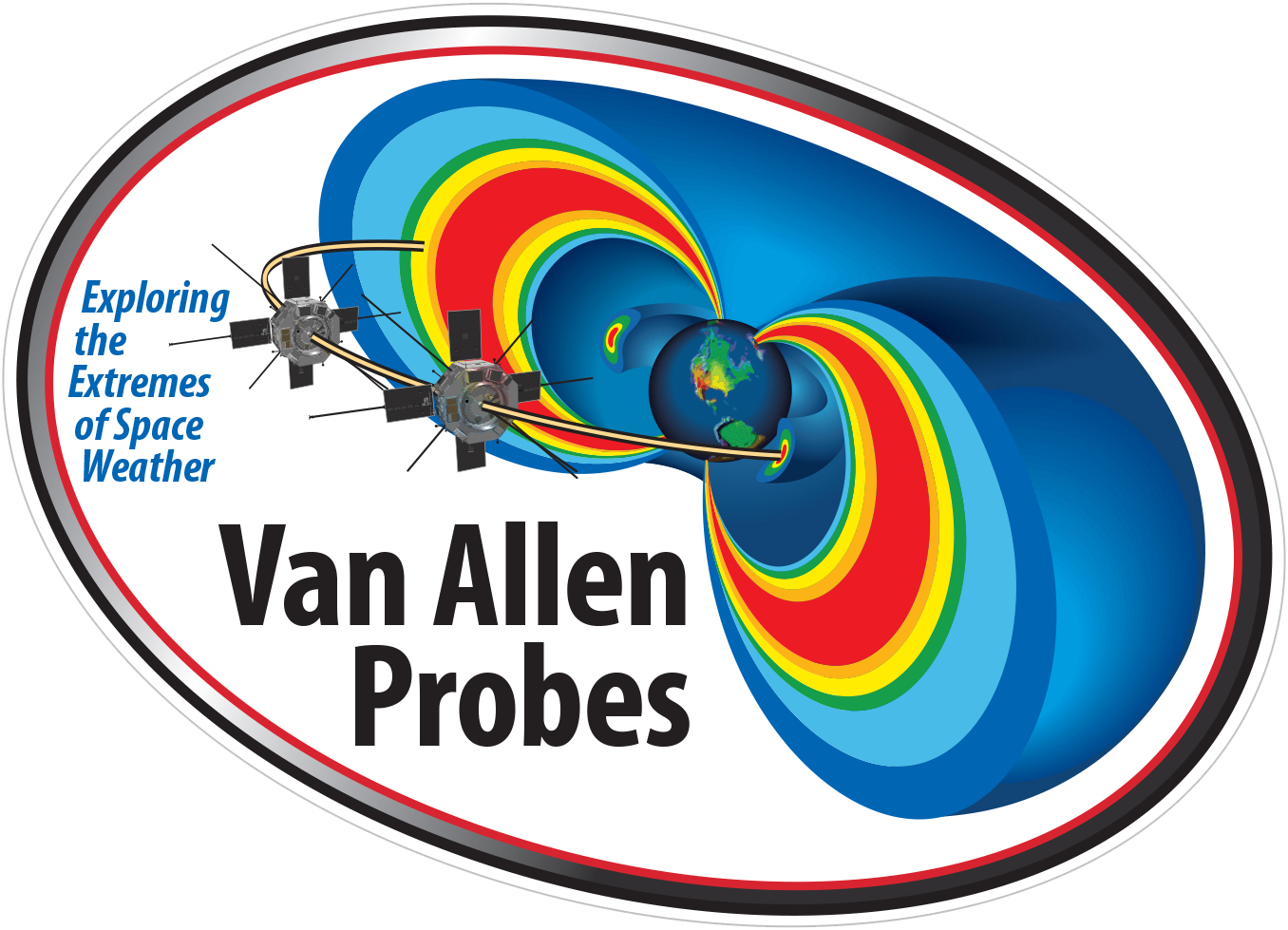
Logo programu Van Allenových sond, které zkoumaly pásy radiace obklopující Zemi

V současné době jsou součástí programu LWS tři funkční kosmická tělesa: družice Solar Dynamics Observatory vypuštěná na oběžnou dráhu v roce 2010, sonda Parker Solar Probe vypuštěná roku 2018 a sonda Solar Orbiter, vypuštěná roku 2020 jako kolaborativní výzkumný projekt Evropské kosmické agentury. Dvojice sond programu Van Allen Probes byla v roce 2019 po více než sedmi letech provozu deaktivována. Mezi prosincem 2012 a lednem 2013 a později prosincem 2013 a lednem 2014 proběhla v rámci programu LWS také mise Balloon Array for Relativistic Electron Losses (BARREL).

## Space Environment Testbeds
Testbedy vesmírného prostředí (Space Environment Testbeds, zkráceně SET) využívají již existující i nová data z nízkonákladových misí k dosažení následujících cílů:
- definování mechanismů pro indukované vesmírné prostředí a jeho působení na umělá kosmická tělesa a jejich náklad
- eliminace nejasností v definicích indukovaného prostředí a jeho účinků na užitečná kosmická tělesa a jejich náklad
- vylepšení konstrukčních a provozních pokynů a zkušebních protokolů tak, abychom byli schopni předcházet anomáliím a poruchám umělých kosmických těles v důsledku vlivů prostředí během provozu

Cílem této mise je porozumět vlastnostem prostředí kosmického prostoru a jejich vlivu na kosmická tělesa.

## Mise (chronologie)

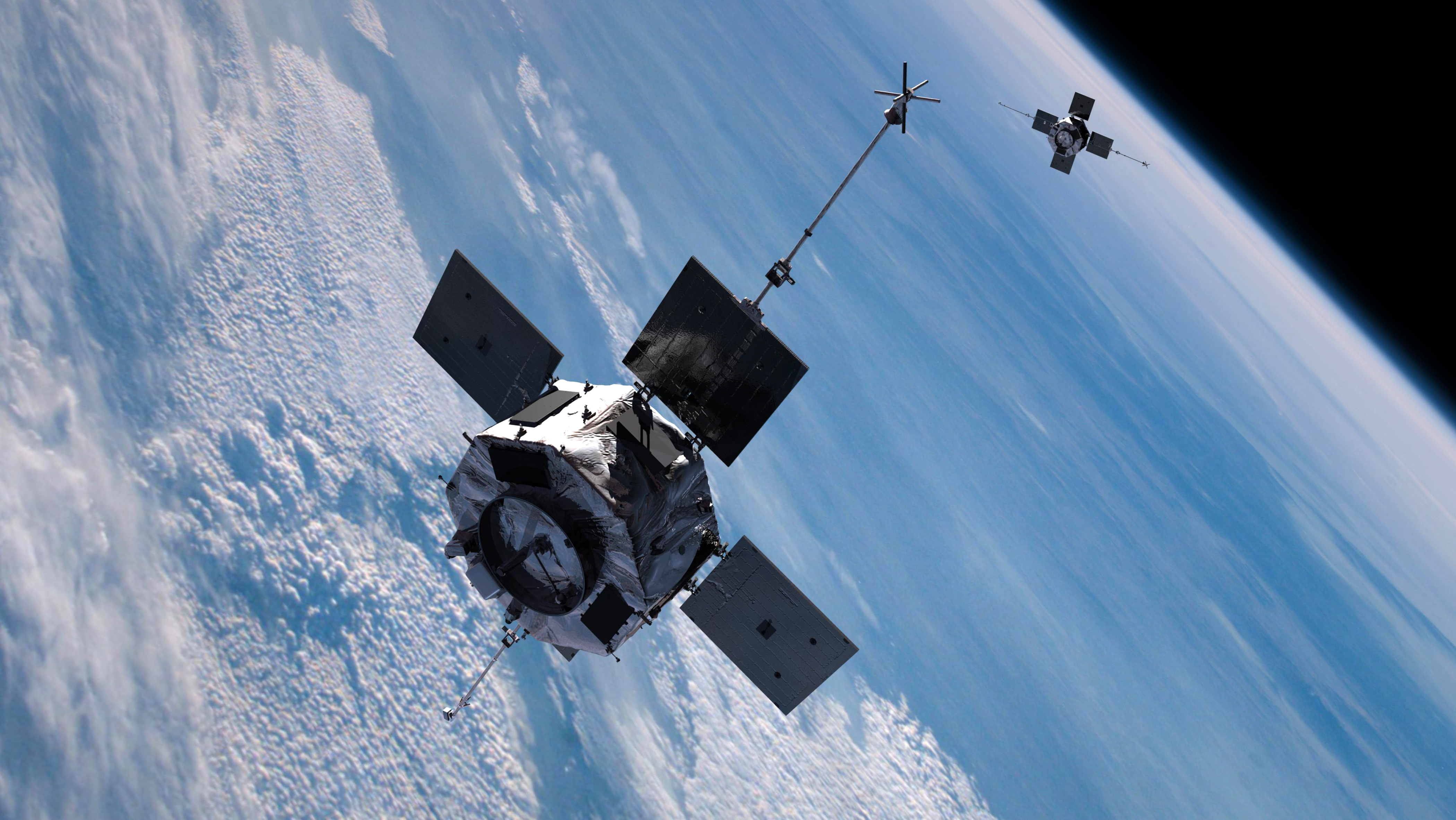
Ilustrace dvojice sond programu Van Allen Probes, rozmístěných na oběžné dráze Země

S programem Living With a Star jsou spojeny následující mise:
- Únor 2010 – Solar Dynamics Observatory (SDO)
- Srpen 2012 – Van Allenovy sondy
- Prosinec 2012 až leden 2013; prosinec 2013 až leden 2014 – Balloon Array for Radiation-belt Relativistic Electron Losses (BARREL)
- Srpen 2018 – Parker Solar Probe
- Červen 2019 - Testbedy vesmírného prostředí (SET)
- Únor 2020 - Solar Orbiter (SolO)